# Pitkäsaari (ö i Finland, Kymmenedalen, lat 60,43, long 27,07)
Pitkäsaari är en ö i Finland. Den ligger i Finska viken och i kommunen Kotka i landskapet Kymmenedalen, i den södra delen av landet. Ön ligger nära Kotka och omkring 120 kilometer öster om Helsingfors.
Öns area är 77,3 hektar och dess största längd är 1,9 kilometer i nord-sydlig riktning. Ön höjer sig omkring 20 meter över havsytan.